# بيرزاغة (صائين قلعة)
بیرزاغة (بالفارسية: پیرزاغه) هي قرية تقع في إيران في قسم صائين قلعة الریفي. يقدر عدد سكانها بـ 1,850 نسمة .